# Recopa Africana 1984
La Recopa Africana 1984 es la décima edición de este torneo de fútbol a nivel de clubes de África organizado por la CAF y que contó con la participación de 35 equipos que resultaron campeones de los torneos de copa de sus respectivos países, 1 más que en la edición anterior.
El Al-Ahly de Egipto venció en la final al Canon Yaoundé de Camerún para proclamarse campeones del torneo por primera vez, y el tercer título de manera consecutiva para los equipos de Egipto.

## Ronda Preliminar
| Equipo 1         | Agr.    | Equipo 2      | Ida | Vuelta |
| ---------------- | ------- | ------------- | --- | ------ |
| Avia Sports      | 0-01    | GD Lage       | 0-0 | abd    |
| Mighty Barrolle  | 3-0     | Banjul Hawks  | 3-0 | 0-0    |
| Panthères Noires | 1-1 (a) | FC Inter Star | 0-0 | 1-1    |

- 1:El partido de vuelta fue abandonado debido a la oscuridad cuando el Lage iba ganando 1-0 en el minuto 80; el Avia Sports clasificó

## Primera Ronda
| Equipo 1                   | Agr.  | Equipo 2            | Ida | Vuelta |
| -------------------------- | ----- | ------------------- | --- | ------ |
| OC Agaza                   | w.o.1 | CAP Owendo          |     |        |
| Al-Ahly                    | 5-1   | CLAS Casablanca     | 3-1 | 2-0    |
| Al Merreikh                | 2-0   | KMKM                | 1-0 | 1-0    |
| Arab Contractors           | 7-2   | Horsed FC           | 7-0 | 0-2    |
| Canon Yaoundé              | 4-1   | Avia Sports         | 3-0 | 1-1    |
| Costa do Sol               | 1-2   | Villa SC            | 0-2 | 1-0    |
| ASC Diaraf                 | 3-2   | Mighty Blackpool    | 2-0 | 1-2    |
| Dinamo Fima                | 6-2   | Mbabane Highlanders | 6-1 | 0-1    |
| Enugu Rangers              | w.o.2 | Horoya AC           |     |        |
| Étoile du Sahel            | 1-2   | Al Ahly             | 1-1 | 0-1    |
| Great Olympics             | 4-0   | Djoliba AC          | 0-0 | 4-0    |
| MP Alger                   | 4-2   | Racing Club de Bobo | 4-0 | 0-2    |
| Mighty Barrolle            | 3-4   | Vita Club           | 2-1 | 1-3    |
| Panthères Noires           | 0-2   | Scarlets            | 0-0 | 0-2    |
| Red Arrows FC              | 12-2  | Linare FC           | 9-1 | 3-1    |
| Requins de l'Atlantique FC | 2-4   | ASEC Abidjan        | 2-1 | 0-3    |

- 1:El CAP Owendo fue descalificado por el gobierno de Gabón antes del partido de ida.
- 2:El Horoya AC abandonó el torneo antes del partido de ida debido a la muerte del presidente de Guinea Ahmed Sekou Touré.

## Segunda Ronda
| Equipo 1       | Agr.     | Equipo 2            | Ida | Vuelta |
| -------------- | -------- | ------------------- | --- | ------ |
| Al-Merreikh    | 0-2      | Arab Contractors SC | 0-0 | 0-2    |
| ASC Diaraf     | 2-4      | Al Ahly             | 2-1 | 0-3    |
| Dinamo Fima    | 0-2      | Canon Yaoundé       | 0-1 | 0-1    |
| Enugu Rangers  | 2-0      | OC Agaza            | 1-0 | 1-0    |
| Great Olympics | 2-3      | ASEC Abidjan        | 2-1 | 0-2    |
| MP Alger       | 2-3      | Al Ahly             | 1-0 | 1-3    |
| Scarlets       | 1-5      | Villa SC            | 0-3 | 1-2    |
| Vita Club      | 2-2 (v.) | Red Arrows          | 2-1 | 0-1    |

## Cuartos de final
| Equipo 1            | Agr.     | Equipo 2      | Ida | Vuelta |
| ------------------- | -------- | ------------- | --- | ------ |
| Arab Contractors SC | 2-2 (v.) | Villa         | 1-0 | 1-2    |
| ASEC Abidjan        | 3-4      | Al-Ahly       | 2-1 | 1-3    |
| Canon Yaoundé       | 5-3      | Enugu Rangers | 5-0 | 0-3    |
| Red Arrows          | 2-3      | Al Ahly       | 2-0 | 0-3    |

## Semifinales
| Equipo 1      | Agr.         | Equipo 2         | Ida | Vuelta |
| ------------- | ------------ | ---------------- | --- | ------ |
| Al-Ahly       | 1-1          | Arab Contractors | 0-0 | 1-1    |
| Canon Yaoundé | 1-1 (4-5 p.) | Al Ahly          | 1-0 | 0-1    |

## Final
| Equipo 1       | Agr.         | Equipo 2 | Ida | Vuelta |
| -------------- | ------------ | -------- | --- | ------ |
| Canon Yaoundé1 | 1-1 (2-4 p.) | Al-Ahly  | 1-0 | 0-1    |

- 1: El Al-Ahly (Trípoli) abandonó el torneo antes de jugar la final por razones políticas (se negaban a jugar ante equipos de Egipto) y fue reemplazado por Canon Yaoundé.

## Campeón
| Recopa Africana 1984 |
| -------------------- |
| Bandera de Egipto    |
| Al-Ahly 1º Título    |